# Triticale
El triticale es un cereal reforzado que procede del cruzamiento entre trigo y centeno.

## Nombre científico
×Triticosecale Wittm. ex A.Camus (sinónimo : ×Triticale Tscherm.-Seys. ex Müntzing) , familia de las Poáceas, subfamilia Pooideae, tribu Triticeae.

## Origen
El triticale es un cereal híbrido.  Procede del cruzamiento entre trigo y centeno. Se considera triticale tanto el centeno cruzado con el trigo harinero (blando), como el obtenido por cruzamiento con el trigo duro, siendo los triticales comercializados hoy en día procedentes de este último cruce.
Fue creado en laboratorio, a fines del siglo XIX, y en 1876 se obtuvo por primera vez, pero era estéril, y para 1888 ya se obtuvo fértil. Se cultivó por primera vez en Escocia y en Suecia.
El interés del triticale consiste en la posibilidad de reunir en una misma especie las características favorables tanto del trigo como del centeno. Igual que estas dos especies, contiene gluten y no es apto para el consumo de personas con trastornos relacionados con el gluten.
Los estudios del mejoramiento del triticale se iniciaron en México en 1962 por el Premio Nobel de la Paz 1970, el doctor estadounidense Norman E. Borlaug (1914-2009), investigador del Centro Internacional de Mejoramiento de Maíz y Trigo (CIMMYT), en El Batán, cerca de Texcoco, Estado de México, y del Centro de Investigaciones Agrícolas del Noroeste (CIANO), ubicado en Ciudad Obregón, Sonora.
El doctor Borlaug vio el potencial competitivo con el trigo en ambientes y suelos marginales (a pesar de los precarios recursos genéticos de esta época) gracias a su precocidad, la fertilidad de la espiga, el buen llenado del grano y su estabilidad genética. Gracias al mejoramiento genético realizado en México por parte de investigadores durante más de 40 años, el triticale primaveral dejó de ser una curiosidad científica y se volvió un cultivo competitivo en este país.

## Tipos
- Primarios: Obtenidos directamente del cruzamiento entre el trigo y el centeno. Actualmente no se cultivan porque son agronómicamente bastante pobres en cuanto a propiedades.
- Secundarios. Obtenidos tras cruzar triticales primarios con trigos o con otros triticales a fin de mejorar sus características, ya que se deriva de la combinación de un primario [el pobre] con un trigo así se hace un mejoramiento.

## Morfología
En muchos aspectos la planta de triticale tiene una apariencia intermedia entre la planta de trigo y la de centeno, sin embargo, en general, es más parecida al primero. Normalmente es más alto que el trigo, posee hojas más gruesas y grandes y sus espigas son de gran longitud. El triticale presenta un gran vigor y la presencia de ceras epicuticulares y su modo de cristalización hacen que las plantas muestren un color verde-azulado que se maximiza poco antes del espigado.

## Fisiología y requerimientos ambientales
Según sus necesidades de frío para la diferenciación floral (vernalización) los triticales (al igual que el resto de cereales de invierno se pueden dividir en:
- Variedades de invierno: Necesitan pasar unos 60 días con temperaturas inferiores a 6 ⁰C. Suelen sembrarse a mediados de otoño.
- Variedades de primavera: No precisan vernalización. Suelen sembrarse a finales de invierno.
- Variedades alternativas: presentan necesidades de frío intermedias.

El ciclo de cultivo es bastante largo (similar al del trigo), siendo especialmente largo su periodo de maduración. Este hecho hace que la planta esté sometida a un gran riesgo de asurado, especialmente en situaciones de altas temperaturas y escasa reserva hídrica en el suelo.

## Estados fenológicos
Un ejemplo de escala para la descripción fenológica del triticale (como cereal que es) es la escala decimal de Zadoks (1974). La escala BBCH es la más apropiada en caso de realizar estudios científicos. 

## Requerimientos ambientales
- Clima:

Temperatura óptima de germinación: 20 ⁰C
Temperatura mínima de germinación: 4 ⁰C
Temperatura óptima para el crecimiento: entre 10 y 24 ⁰C
Temperatura mínima y máxima soportada: -10 ⁰C y 33 ⁰C
Necesidades de agua: La mayor parte de la superficie cultivada en el mundo se localiza entre 350 y 900 mm anuales.
- Suelo

Textura: Es un cultivo en general adaptable a distintos tipos de suelo, teniendo una sensibilidad media a problemas de encharcamiento y asfixia radicular.
pH: No es muy exigente en cuanto al pH del suelo, prefiriendo suelos con un pH ligeramente ácido.
Salinidad: Presenta una tolerancia moderada, aunque la planta es especialmente sensible en la germinación y en estado de plántula.
- Fotoperiodo: En general se puede considerar al triticale como una planta de día neutro, es decir, sin necesidades específicas en cuanto a la longitud del fotoperiodo.
- Vernalización: Las necesidades de vernalización varían según las variedades. Necesitando más horas frío las variedades de invierno que las de primavera.

## Distribución en España
El primer triticale español se comercializó en 1969, tras las investigaciones de Enrique Sánchez-Monge y Parellada.
El cultivo del triticale en España tiene una importancia cuantitativa menor que el resto de los principales cereales de invierno con 54.394 ha cultivadas frente a la cebada (3.486.935 ha), el trigo (2.057.870 ha), avena (505.511 ha) y centeno (111.513 ha). Su cultivo está concentrado en la zona suroeste de España, estando el resto relativamente disperso. Según el avance del anuario de estadística 2017, actualmente en España se siembra en torno a unas 196.000 ha alcanzando una producción aproximada de 356.000 toneladas.

## Distribución en el mundo
| País            | 2004       | 2004  | 2005       | 2005  |
| --------------- | ---------- | ----- | ---------- | ----- |
| Polonia         | 3 723 271  | 27 %  | 3 747 929  | 28 %  |
| Alemania        | 3 290 000  | 24 %  | 2 676 000  | 20 %  |
| Francia         | 1 833 600  | 13 %  | 1 793 974  | 13 %  |
| China           | 750 000    | 5 %   | 1 350 000  | 10 %  |
| Bielorrusia     | 1 216 000  | 9 %   | 1 121 000  | 8 %   |
| Australia       | 615 000    | 4 %   | 675 000    | 5 %   |
| Hungría         | 622 296    | 4 %   | 566 000    | 4 %   |
| Suecia          | 270 200    | 2 %   | 271 500    | 2 %   |
| República Checa | 305 396    | 2 %   | 255 186    | 2 %   |
| Lituania        | 263 400    | 2 %   | 201 100    | 1 %   |
| Austria         | 235 685    | 2 %   | 198 468    | 1 %   |
| Dinamarca       | 159 500    | 1 %   | 151 600    | 1 %   |
| Otros países    | 592 950    | 4 %   | 495 369    | 4 %   |
| Total           | 13 877 298 | 100 % | 13 503 126 | 100 % |

## Interés forrajero
El triticale puede utilizarse tanto para grano como para forraje en función de su manejo y de las variedades utilizadas ya que, aunque en general todas desarrolla una gran cantidad de biomasa, no todas tienen aptitudes forrajeras. En cuanto a su uso forrajero, sus rendimientos, tanto en verde como en ensilado, pueden superar a los del trigo, centeno, cebada o avena.
En principio las variedades de invierno son más adecuadas para su aprovechamiento forrajero, ya que desarrollan mayor cantidad de biomasa.
El triticale puede utilizarse como forraje, solo o mezclado con leguminosas, a fin de mejorar su perfil de aminoácidos.